# 扬-奥拉夫·伊梅尔
扬-奥拉夫·伊梅尔（德語：Jan-Olaf Immel，1976年3月14日—），德国男子手球运动员。他曾代表德国国家队参加2004年夏季奥林匹克运动会手球比赛，结果获得一枚银牌。